# Tremestieri Etneo

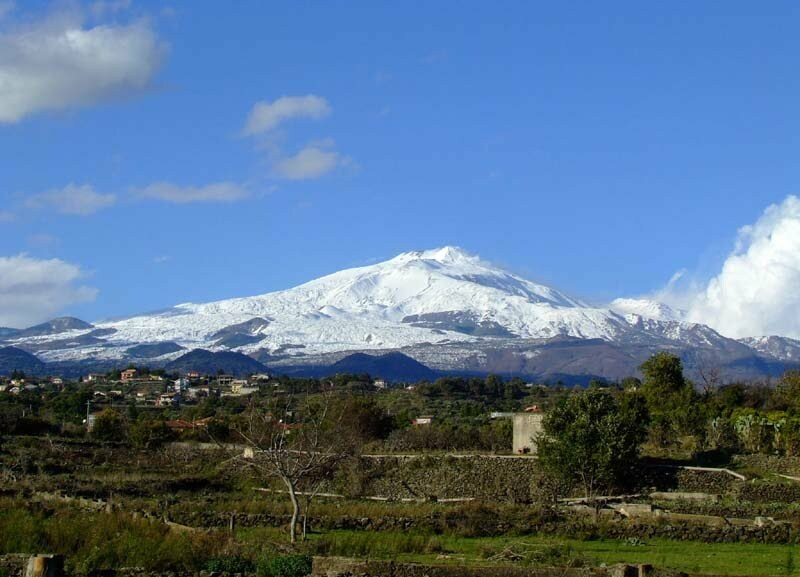
Tremestieri Etneo, met op de achtergrond de Etna

Tremestieri Etneo is een gemeente in de Italiaanse provincie Catania (regio Sicilië) en telt 21.144 inwoners (31-12-2004). De oppervlakte bedraagt 6,5 km2, de bevolkingsdichtheid is 3253 inwoners per km2.

## Demografie
Tremestieri Etneo telt ongeveer 7436 huishoudens. Het aantal inwoners steeg in de periode 1991-2001 met 22,4% volgens cijfers uit de tienjaarlijkse volkstellingen van ISTAT.
| Jaar | Inwoneraantal |
| ---- | ------------- |
| 1991 | 16.695        |
| 2001 | 20.442        |

## Geografie
De gemeente ligt op ongeveer 400 m boven zeeniveau.
Tremestieri Etneo grenst aan de volgende gemeenten: Catania, Gravina di Catania, Mascalucia, Pedara, San Giovanni la Punta, San Gregorio di Catania, Sant'Agata li Battiati.
Aci Bonaccorsi · Aci Castello · Aci Catena · Aci Sant'Antonio · Acireale · Adrano · Belpasso · Biancavilla · Bronte · Calatabiano · Caltagirone · Camporotondo Etneo · Castel di Judica · Castiglione di Sicilia · Catania · Fiumefreddo di Sicilia · Giarre · Grammichele · Gravina di Catania · Licodia Eubea · Linguaglossa · Maletto · Maniace · Mascali · Mascalucia · Mazzarrone · Militello in Val di Catania · Milo · Mineo · Mirabella Imbaccari · Misterbianco · Motta Sant'Anastasia · Nicolosi · Palagonia · Paternò · Pedara · Piedimonte Etneo · Raddusa · Ragalna · Ramacca · Randazzo · Riposto · San Cono · San Giovanni la Punta · San Gregorio di Catania · San Michele di Ganzaria · San Pietro Clarenza · Sant'Agata li Battiati · Sant'Alfio · Santa Maria di Licodia · Santa Venerina · Scordia · Trecastagni · Tremestieri Etneo · Valverde · Viagrande · Vizzini · Zafferana Etnea
1. ↑  https://demo.istat.it/?l=it.